# Почаїв
Поча́їв — місто в Кременецькому районі Тернопільської області. Відоме через Почаївську Лавру. Розташоване 20 км на південний захід від районного центру Кременця у північній частині Тернопільської області, на одній із височин низькогірного пасма Вороняків (частини Гологоро-Кременецького кряжу). Міській раді підпорядковане село Затишшя.
Населення — 7735 осіб (2019). Відстань до Тернополя - 56 км.

## Розташування
Місто Почаїв знаходиться за 5 км від лівого берега річки Іква, примикає до села Старий Почаїв. Знаходиться на перехресті автошляхів Р26 та Т 2013.

## Походження назви
За першою версією граматичною формою топонім Почаїв — присвійний прикметник, похідний від дохристиянського імені Почай, за іншою — назва пішла від монастиря на річці Почайна, що тече в Києві, звідки в 1240 році при спаленні міста ханом Батиєм, монахи покинули монастир, втекли у ці місця і заснували тут новий монастир, зберігши стару назву.

## Археологічні знахідки
На території Почаєва знайдено крем'яні знаряддя праці доби неоліту.

## Історія

### Литовсько-польський період
У 1442 році великий князь литовський Казимир IV Яґеллончик надав маєток Почаїв кременецькому війтові, а у 1451 — передав слузі Васькові Стрільцю. Згодом Почаїв належав панам Бережецьким, на початку 16 ст. — заможному українському шляхетному роду Гойських (Гостських).
У 1597 році вдова луцького земського судді Василя Гойського Ганна з Козинських заснувала у маєтку православний чоловічий Успенський монастир і виділила йому 10 волоків землі (бл. 200 га) та 6 сімей підданих, які по сусідству зі селом Почаїв (нині с. Старий Почаїв) започаткували нове поселення. Це монастирське село, відоме згодом під назвами Монастирська Юридика, Фундушова Юридика, Почаївська Юридика, Юридика, становить найдавнішу складову нинішнього міста Почаїв.
1602 року маєток Почаїв передали від Гойських польському шляхетському роду Фірлеїв, 1662 — Тарновським. У 2-й половині XVII століття Тарновські осадили під монастирем с. Новий Почаїв, в 2-й половині XVIII ст. — с. Березина.
Близько 1730 року при монастирі засновано Почаївську друкарню. 1778 року граф Ян Амор Тарновський виклопотав у короля Станіслава Августа Понятовського привілей на осадження в маєтку Почаїв містечка, яке отримало назву Новий Почаїв.

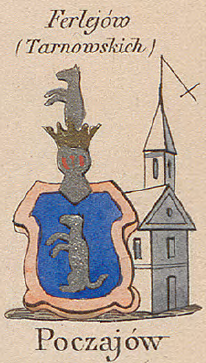
Почаїв на мапі Зигмунда Герстмана

### Поділи Речі Посполитої
За 3-м поділом Речі Посполитої (1795) територія Почаєва відійшла до Російської імперії. Спочатку Новий Почаїв належав до Дубенського повіту, під час наступного адміністративно-територіального розмежування — Кременецького повіту Волинської губернії.
1802-го року Тарновські заставили це містечко і село Березина Почаївському монастиреві, 1842-го за указом імператора монастирське село Юридика і заставні поселення перейшли у відання палати державного майна, 1858 — остаточно приєднані до державних маєтків.
У 1-й половині 19 ст. графи Ржищевські осадили по сусідству з Новим Почаєвом село Новий Тараж, або Рідкодуби (нині належить до Почаєва). У результаті селянської реформи 1861 містечко Новий Почаїв стало центром Почаївської волості. Наприкінці 19 ст. до цієї адміністративно-територіальної одиниці належало 22 населені пункти, об'єднані в 15 сільських громад. Переважна більшість населення містечка Новий Почаїв та сіл Юридика, Березина і Новий Тараж займалася сільським господарством, частина — торгівлею, дехто працював у майстернях Почаївської лаври. Із навчальних закладів на початку 20 ст. в Новому Почаєві — двокласова церковнопарафіяльна школа та школа грамоти.

### Перша світова
24 серпня 1915 Новий Почаїв, який після початку 1-ї світової війни опинився в прифронтовій смузі, зайняли австро-угорські війська, влітку 1916 — російська армія під час т. зв. Брусиловського прориву.

### Українська революція
Сусідній Крем'янець впродовж 1917—1920 рр. 7 разів переходив з рук у руки, а Українській державній владі підпорядковувався від початку 1918 до червня 1919 р. В лютому 1918 Новий Почаїв зайняли німецькі війська, у червні 1919 — більшовики, у серпні — 1919 — поляки, яких 26 липня 1920 знову витіснили більшовики, 8 вересня 1920 — польські війська.

### В складі Другої Речі Посполитої
На початку 1930-х містечко Новий Почаїв поділений на 2 населених пункти — містечко Почаїв, де майже 2/3 населення — євреї, і с. Новий Почаїв. Основне заняття — землеробство. 1920–1939 містечко — центр Почаївської ґміни Кременецького повіту, утворена в межах дореволюційної волості.

### Подальші роки
У вересні 1939 територія Почаєва зайняла Червона Армія. На початку 1940 містечко отримало статус смт і стало центром новоутвореного Почаївського району. Почала виходити районна газета «Почаївська правда». На основі майстерень, відібраних у Почаївської лаври, створений райпромкомбінат.
30 червня 1941 Почаїв зайняли німецькі війська. За роки окупації гітлерівці знищили понад 2,5 тис. цивільних жителів. 20 березня 1944 у населений пункт вступили війська 1-го Українського фронту.
1948 в селах Новий Почаїв, Юридика і Новий Тараж створено колгоспи (ім. Хрущова, ім. Жданова та ім. Мічуріна), які 1950 об'єднані в господарство ім. Жданова. У 1950-ті ці села об'єднано в поселення під назвою Почаїв, за яким залишено статус смт. 1957 став до ладу плодоовочевий консервно-сушильний завод.
Наприкінці 1962 Почаїв втратив роль районного центру, але на розвитку поселення це мало позначилося. 1963 тут відкрили ПТУ, 1964 райпромкомбінат реорганізований у фабрику госппобуттоварів, 1966 один із її цехів перетворили на взуттєву фабрику (1981 реорганізовано у ВО «Іква»).
8 травня 1978 смт надали статус міста; міській раді підпорядкували села Старий Почаїв і Затишшя.
У 1990-ті підприємства звузили або згорнули діяльність.

### Період Відновлення Незалежності України
У 1992 році в селі Старий Почаїв утворили окрему сільраду.
У квітні 2016 року в місті відкрили поліцейську станцію — третю в області. На відкриття завітала керівник Національної поліції Хатія Деканоїдзе.

## Населення

### Національний склад
Розподіл населення за національністю за даними перепису 2001 року:
| Національність  | Відсоток |
| --------------- | -------- |
| українці        | 97.12%   |
| росіяни         | 1.98%    |
| молдовани       | 0.24%    |
| білоруси        | 0.22%    |
| інші/не вказали | 0.44%    |
| Усього          | 100%     |

### Мовний склад
Розподіл населення за рідною мовою за даними перепису 2001 року:
| Мова            | Кількість | Відсоток |
| --------------- | --------- | -------- |
| українська      | 7853      | 97.83%   |
| російська       | 137       | 1.71%    |
| румунська       | 17        | 0.21%    |
| білоруська      | 9         | 0.11%    |
| польська        | 2         | 0.02%    |
| вірменська      | 2         | 0.02%    |
| болгарська      | 1         | 0.01%    |
| інші/не вказали | 6         | 0.09%    |
| Усього          | 8027      | 100%     |

## Лавра

### Монастир

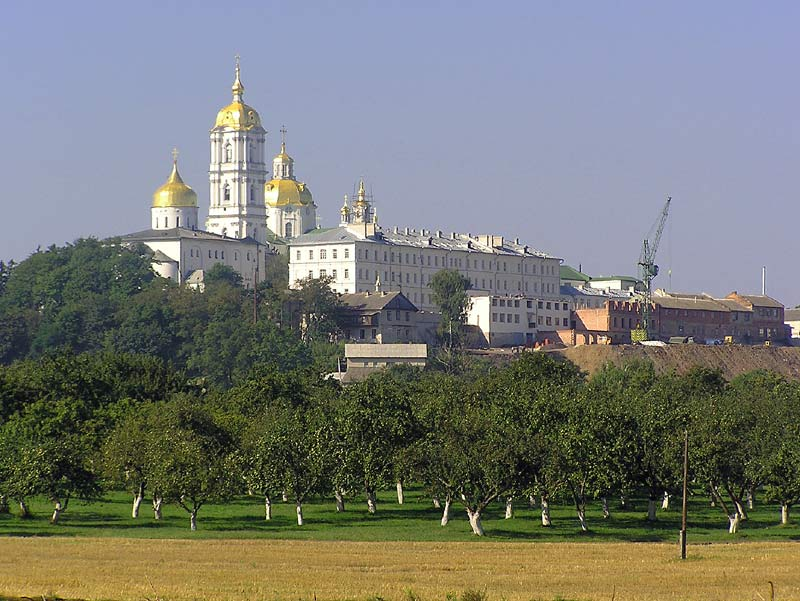
Почаївська лавра у 2005 р.

14 листопада 1597 р. в присутності свідків Ганна Гойська з роду Козинських підписала в Почаєві лист про заснування при цьому храмі чоловічого монастиря, у якому, зокрема, писала, що, маючи у своєму маєтку при селі Почаїв кам'яну церкву Успіння Божої Матері й дбаючи про те, «иж бы уставичная хвала Божия была», вона надумала тут «монастырь збудовати», де мало бути 8 ченців і 2 дяки православної віри, і надала «для выживеня их» 10 волок (бл. 200 га) поля й шість сімей підданих. Кожного, хто наважиться порушити волю засновниці й завдати її дітищу якоїсь кривди, пані суддина позивала «на страшный справедливый и нелицимирный суд пред маестат Божи ку декретови его святому». 1649 р. поряд із Успенською церквою Федір і Єва Домашевські збудували ще один храм, який освятили в ім'я пресвятої Трійці.
У першій половині XVII ст. монастир був помітним осередком релігійного й культурного життя Волині. 1618 р. відомий письменник і видавець Кирило Транквіліон-Ставровецький опублікував тут свою працю «Зерцало богословіи». Літературною діяльністю займався також багатолітній ігумен монастиря, нині один із найбільше шанованих на Волині святих — Іов Желізо. Ченці навчали молодь грамоти. Як згадував потім один із шляхтичів, у дитинстві він ходив сюди до грека-бакаляра по науку.
1675 р. Почаївський монастир витримав облогу турецько-татарського війська. Ця подія лягла в основу відомого переказу про порятунок обителі Божою Матір'ю, що з'явилася над нею з небесним воїнством і завернула стріли нападників на них самих.

### Василіяни,Микола Василь Потоцький
У 1712 р. монастир ввійшов у чин св. Василія Великого. Греко-католицький період історії обителі позначений інтенсивним будівництвом, у результаті якого на місці старих храмів з'явився новий — велетенський за розмірами монастирський комплекс, фундатором перебудови якого був магнат Микола Василь Потоцький. Василіяни активно займалися також видавничою діяльністю та освітою.

### Лавра
Коли 1795 р. в результаті останнього поділу Речі Посполитої Почаїв потрапив до Російської імперії, деякий час монастир залишався за василіянами. Тільки 1831 р., після польського повстання Тадеуша Костюшка (деякі монахи брали в ньому участь) царський уряд передав цю обитель Російській православній церкві.
При монастирі була друкарня — важливий осередок церковного та світського книгодрукування, важливий культурний осередок України (також русифікації після передачі РПЦ). Багато з видань Почаївської друкарні посіли визначне місце в історії українського друкарства. У тій друкарні надруковано 148 книжок церковнослов'янською та українською мовами, 32 польською і 7 латинською, разом 187 книжок. З переходом під адміністрацію російської православної ієрархії Почаївська Лавра у 1832 р. стала кафедрою Волинського православного архієрея РПЦ, який у 1833 р. дістав титул архієпископа. Почаївська Лавра стала центром православ'я (РПЦ) на Волині. У XX ст. тут друкувався «Почаївський листок».
Найбільші випробування випали на долю монастиря в другій половині XX ст.
На початку 1960-х рр., після відвідин Микити Хрущова, лавра опинилася перед загрозою закриття. Влада відібрала поля, пасіку, сад і значну частину споруд (у тому числі навіть у межах лаврських мурів), розігнали майже всіх монахів.
Після розпаду СРСР ченцям повернули переважну більшість відібраних у них споруд і частину землі, світська влада перестала втручатися у внутрішнє життя обителі.

## Соціальна сфера
Нині в Почаєві частково функціонують: ТОВ «Фабрика „Іква“» і ТОВ «Пластик».
Діють ЗОШ I—III ступенів, ДНЗ ВПУ-21, Почаївський будинок дитячої творчості та спорту, Почаївський дошкільний заклад, Почаївська музична школа, Почаївська Районна Комунальна Лікарня, Почаївський психоневрологічний будинок-інтернат, Почаївська психоневрологічна обласна лікарня, Почаївський історико-художній музей, Будинок культури, Укрпошта, Нова Пошта, Приватбанк. Ощадбанк.

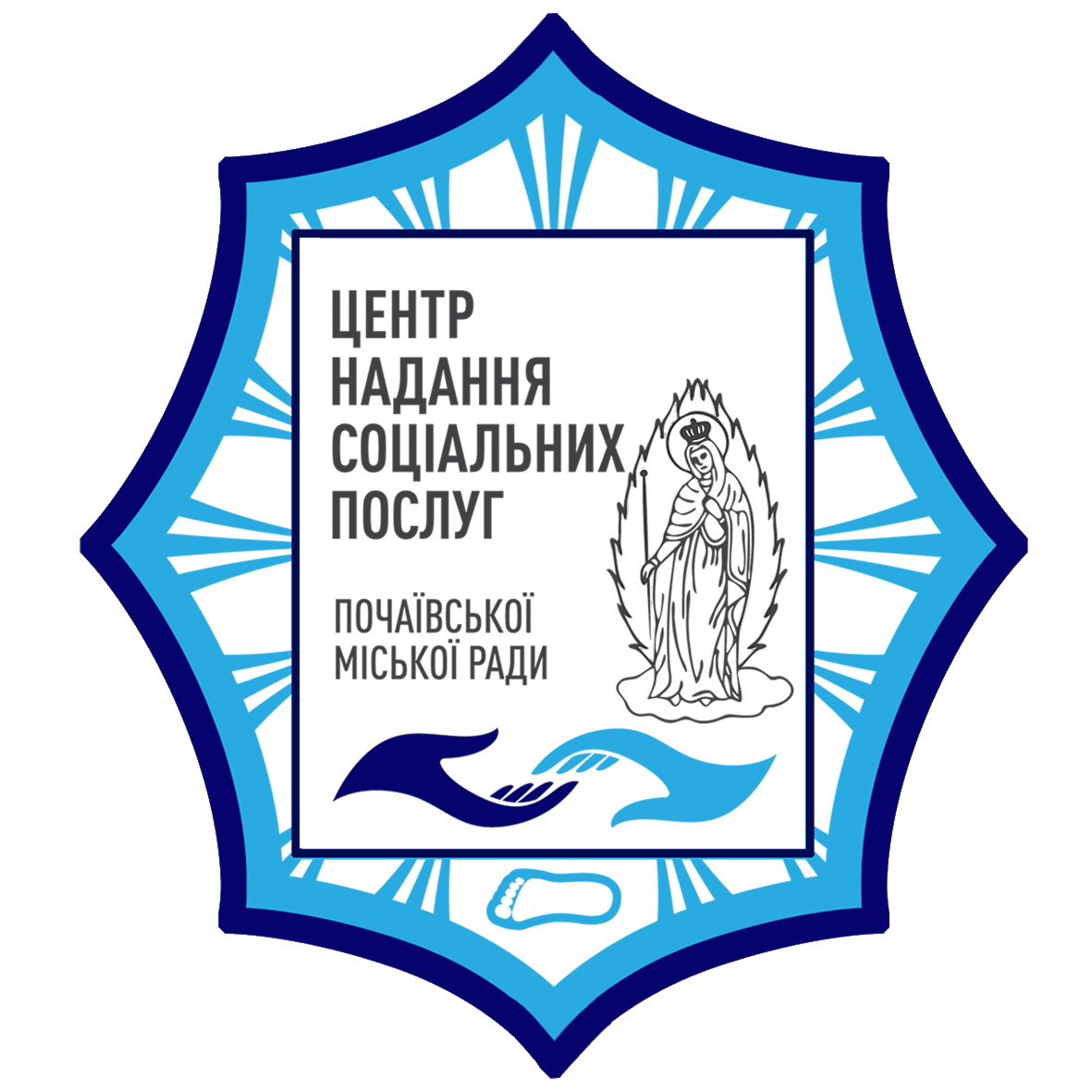
Логотип Центру надання соціальних послуг
Почаївської міської ради

1 жовтня 2020 року створено Центр надання соціальних послуг Почаївської міської ради керівником якого призначено Гичку Юрія Сергійовича на підставі конкурсного відбору 

## Пам'ятки
У місті є Почаївська Свято-Успенська лавра, Почаївський Свято-Духівський монастир та Почаївська духовна семінарія, парафіяльна Свято-Миколаївська церква, парафіяльна церква Марії Магдалини, парафіяльна Свято-Андріївська церква ПЦУ.
Пам'ятник Т. Шевченку
Щойновиявлена пам'ятка монументального мистецтва. Розташований в міському парку, навпроти Лаври.
Встановлений 1996 р. Скульптор – М. Невеселий.
Скульптура – тонований бетон, постамент – бетон, граніт.
Скульптура – 3 м, постамент – 1,7 м.

## Некрополі
На міському кладовищі поховані 162 вояка Червоної Армії, які загинули під час відвоювання містечка у німців у ході Другої світової війни. На кладовищі є 5 братських могил, у яких поховано радянських солдатів. На одній з братських могил встановлений пам'ятник у формі обеліска.
Є могила командира 1-го кавполку бригади Г. І. Котовського і М. П. Ульріха (1897—1920 рр.). М. П. Ульріх був смертельно поранений. З військовими почестями його поховано у Почаєві. На могилі встановлено пам'ятник у вигляді стели з мармуровою таблицею, на якій зображення лаврової гілки і напис.

## Відомі люди

### Народилися
- художники Світлана Бутковська, Іполит Лазарчук, Іван Хворостецький, Олекса Шатківський.
- Ґерус-Тарнавецька Іраїда-Ірена Сергіївна — український мовознавець, доктор славістики.
- Свідерський Микола Миколайович (1920—1987) — громадський і театральний діяч, актор, хореограф, драматург, педагог, радіожурналіст в Австралії.
- Свідерський Микола Олексійович — член Української Центральної Ради, війт Почаєва в 1930-х.
- Василь Лящук — поет.
- Карел Ірена (справжнє — Кицюк Ірина Аполінаріївна) — кіноактриса у Польщі[11].
- Микола Ішин (1925—2013) — інженер-раціоналізатор, фахівець з технології обробки деревини.
- Сусанна Яра — польська співачка та авторка пісень українського походження, вокалістка популярного словацького гурту Hrdza.
- Іов (Тивонюк) (6 листопада 1938 — 1 грудня 2020) — Митрополит РПЦ, з 2011 року перебував на спокої, останні роки свого життя провів у Москві. Упокоївся від ускладнень, викликаних коронавірусною інфекцією. Похований в місті Почаєві на лаврському чернечому цвинтарі.
- Віктор (Олійник) (21 вересня1940 ) — Митрополит РПЦ, з 2018 року перебуває на спокої та проживає в місті Твері РФ.
- Варсонофій (Руднік) (1984) - єпископ Ужгородський і Закарпатський Православної Церкви України.
- Михаїл (Карнаух) (1991) — ієромонах Михайлівського Золотоверхого монастиря Православної Церкви України.

### Працювали
- художники Антін Грушецький, Лука Долинський, Андроник Лазарчук, Олександр Якимчук, Юзеф та Адам Ґочемські,[12]
- Євген Сверстюк — український письменник, мислитель, філософ, гоголезнавець, громадський діяч; учителем української мови 1952 року.[13]
- російський архітектор О. Щусєв.

### Перебували
- Тарас Шевченко — 1846 р., за дорученням Київської археографічної комісії.  Проживав більше тижня в архієрейському будинку.[14]
- Мстислав — Патріарх УАПЦ, вів переговори з митрополитом Української автономної церкви Олексієм (Громадським) про об'єднання двох церков.
- Патріарх Кирил (Гундяєв)— 2009 рік, перебував з першим та поки що останнім своїм візитом у сані Патріарха Московського, предстоятеля РПЦ.
- Шегера Григорій Омелянович — неодноразово відвідуаав Почаївську Лавру.

### Померли
- Іраклій (Северицький) — православний єпископ Волинський та Острозький[15]

## Світлини

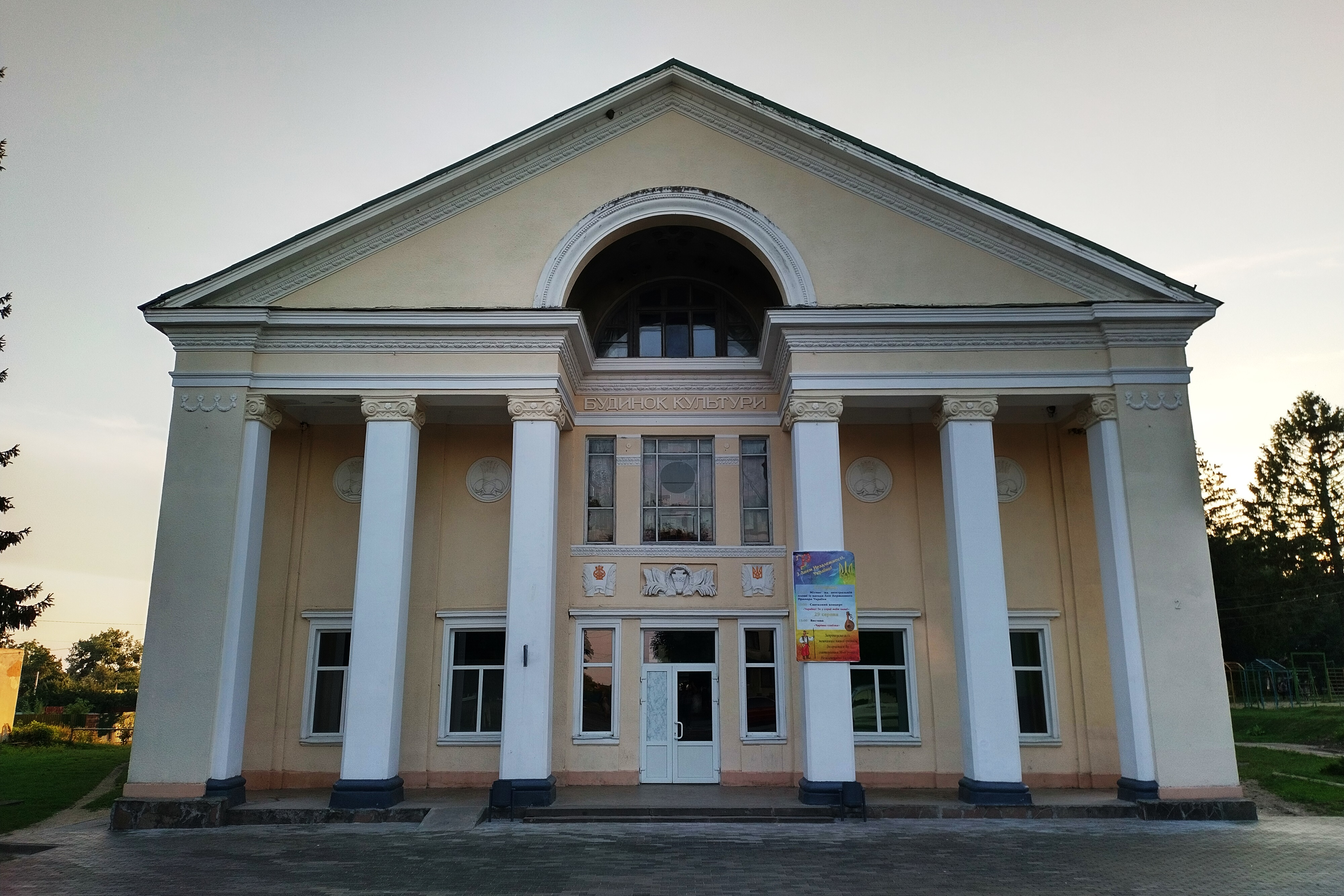
Будинок культури
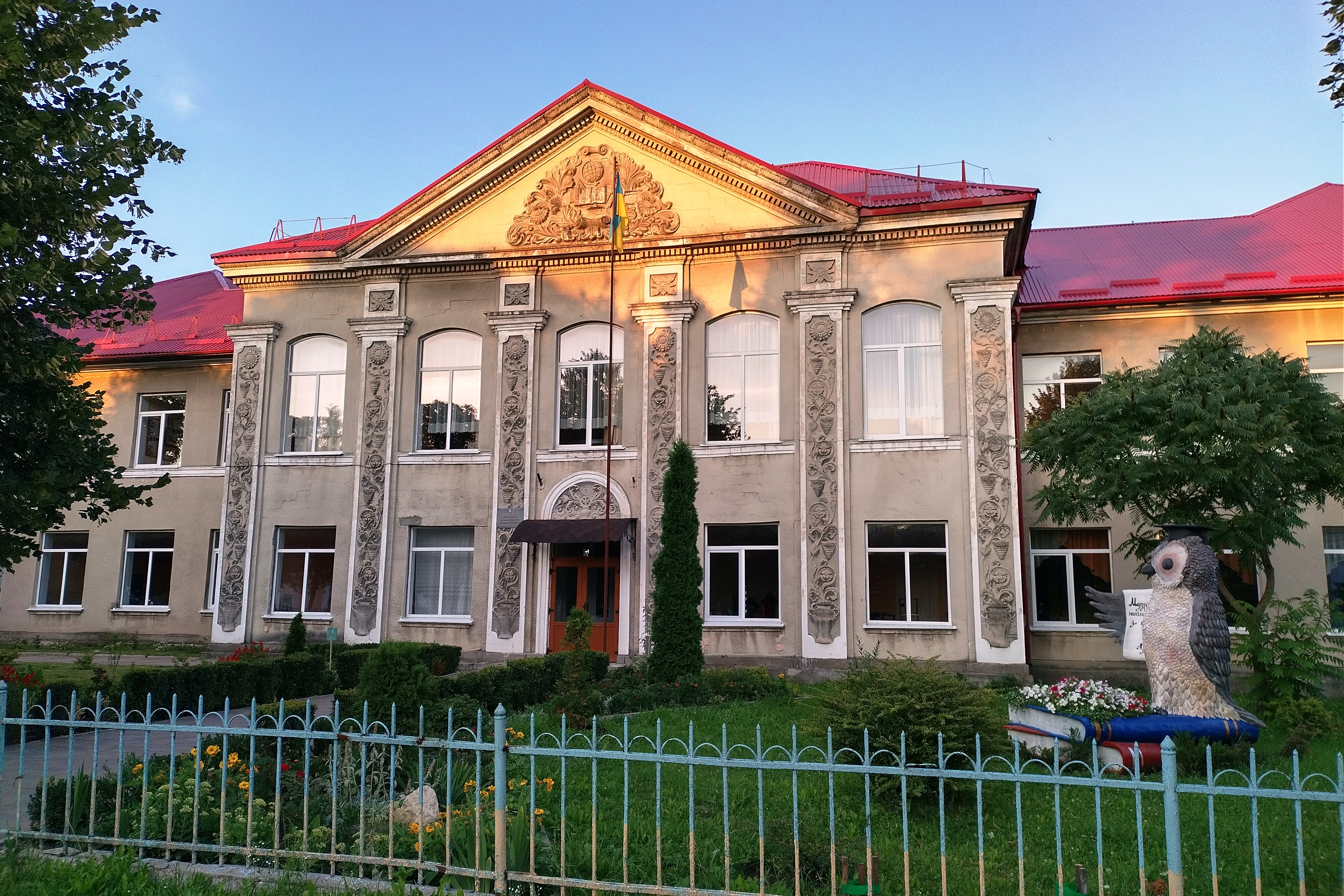
Середня загальноосвітня школа I-III ступеня
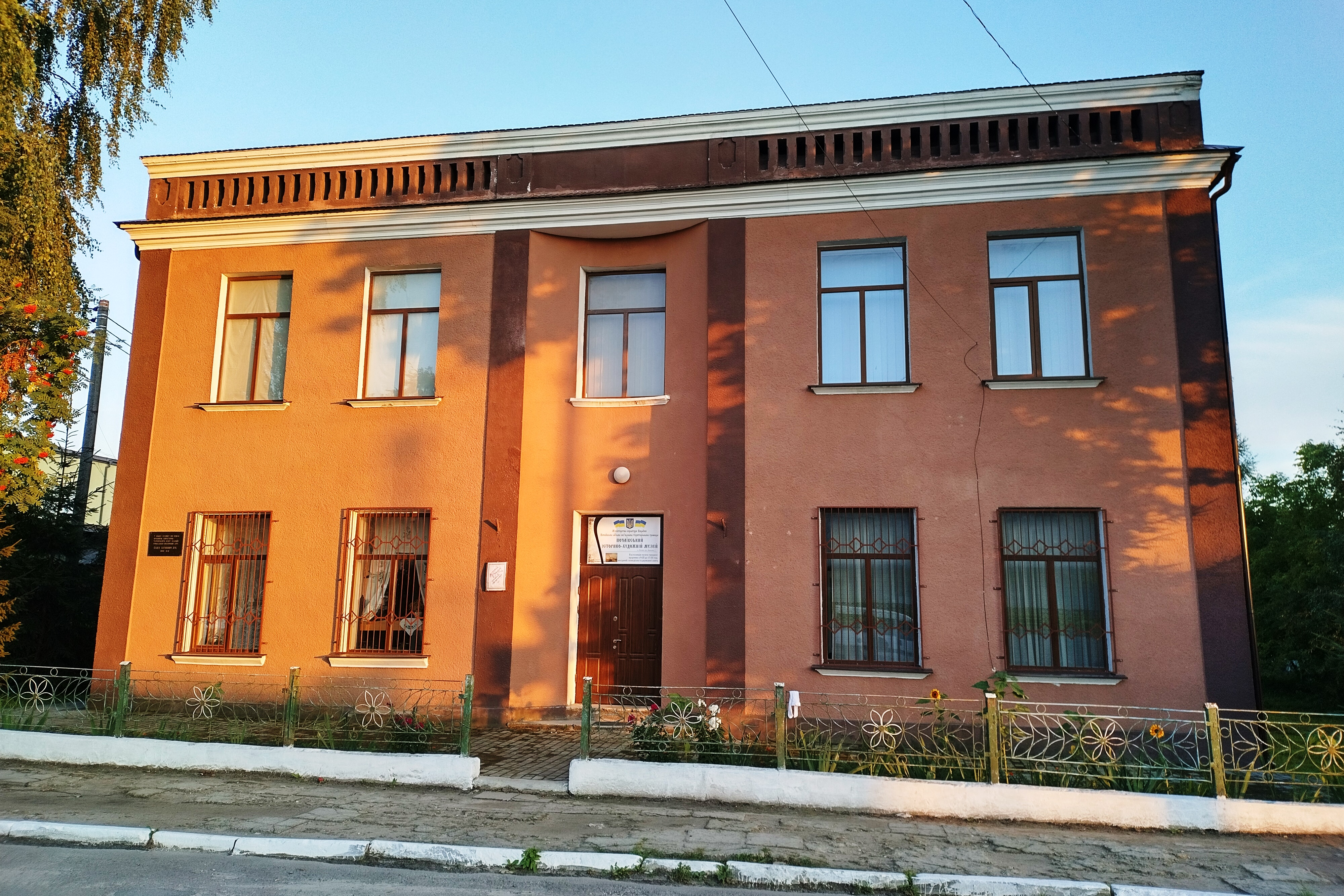
Історико-художній музей
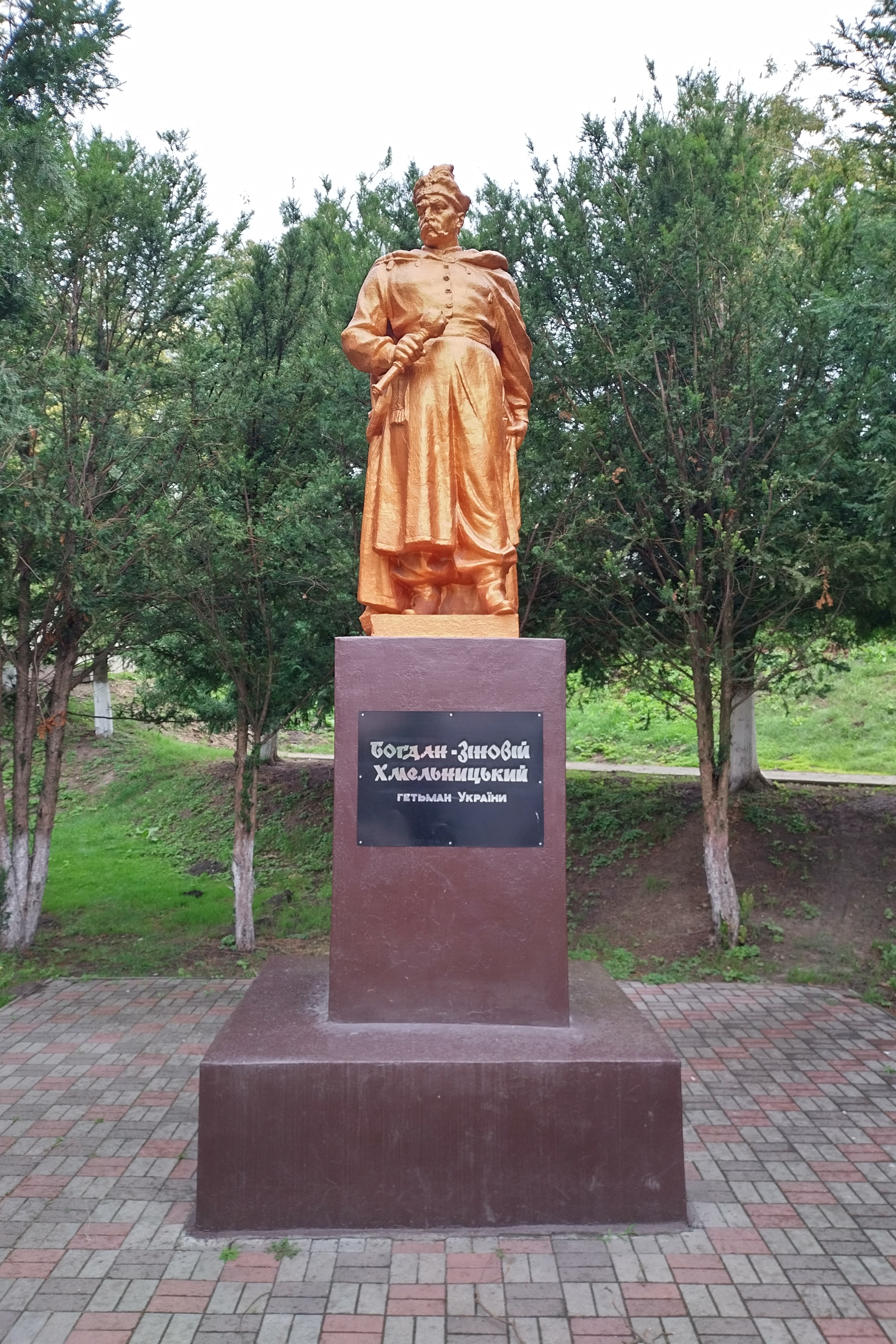
Пам'ятник Богдану Хмельницькому
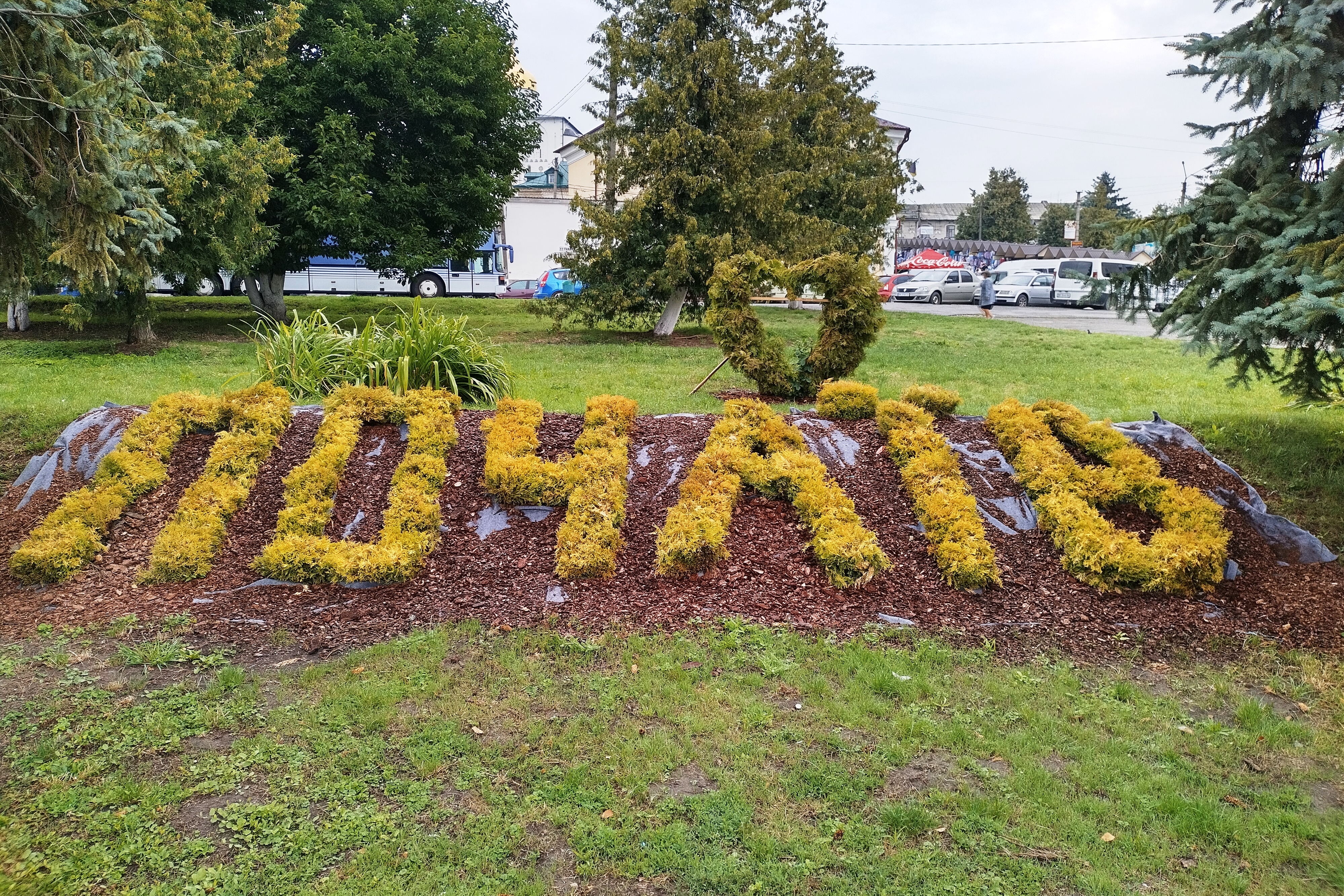
Рослинний артоб'єкт "Почаїв"
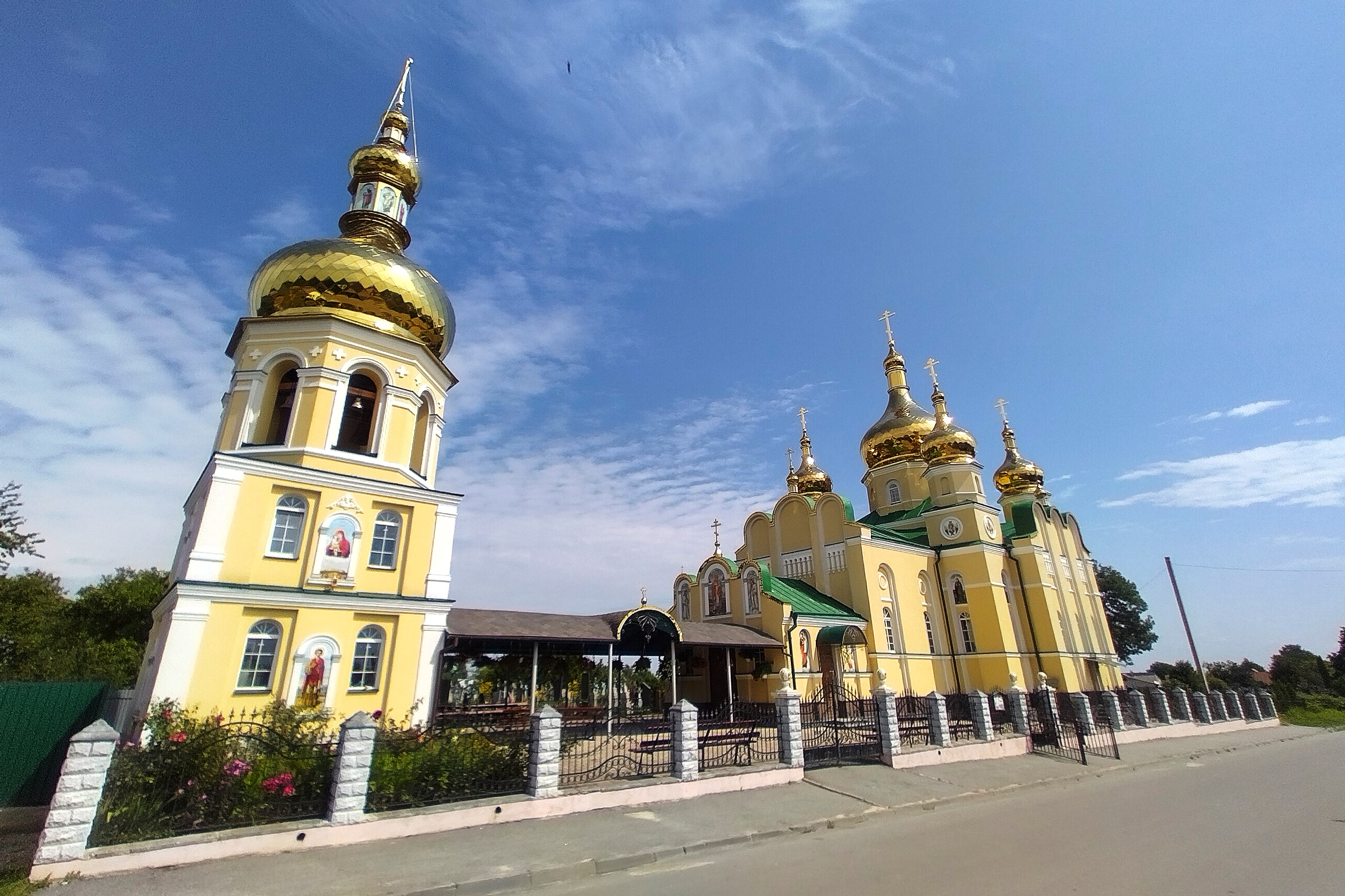
Миколаївська церква
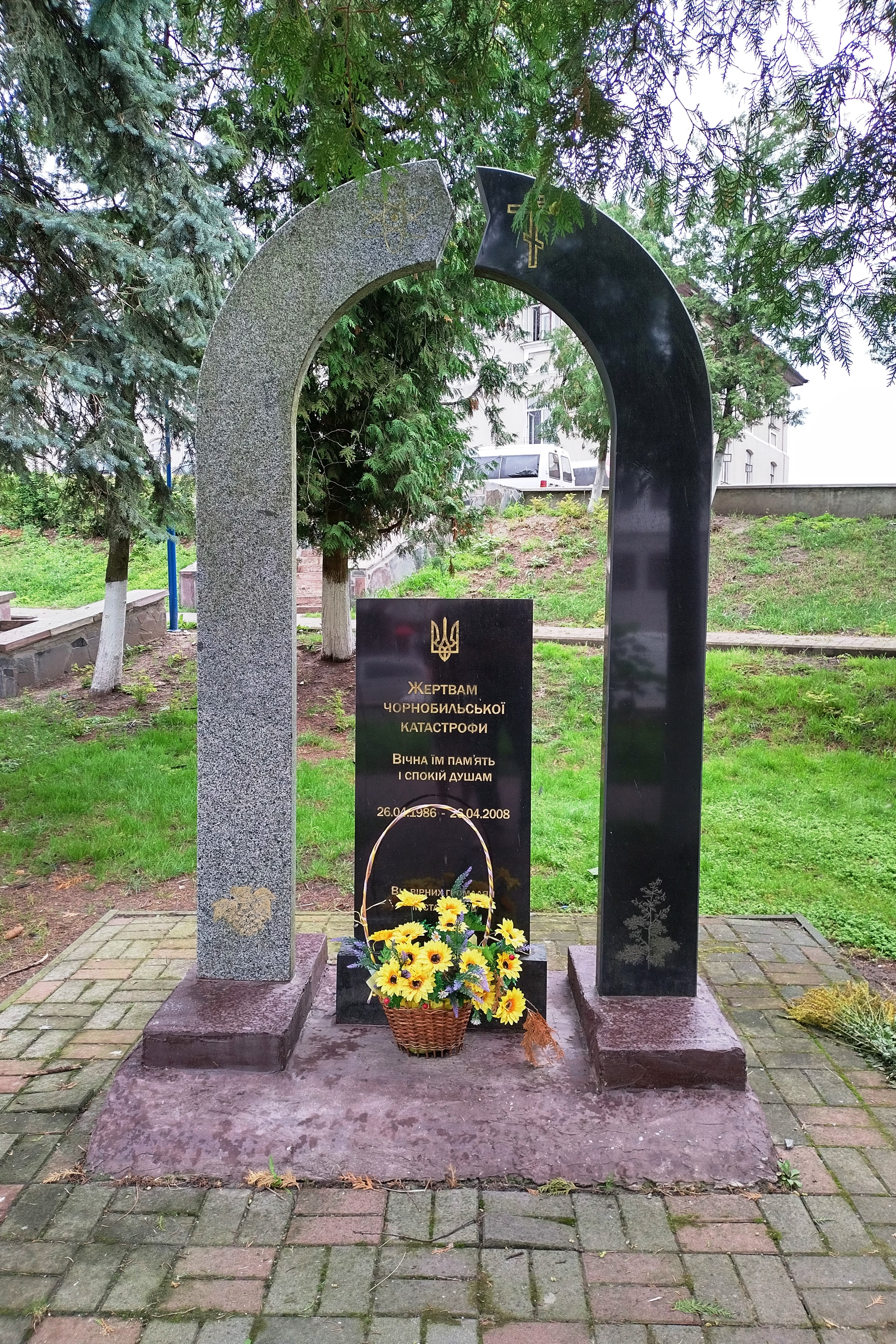
Пам'ятник "Жертвам Чорнобильської катастрофи"
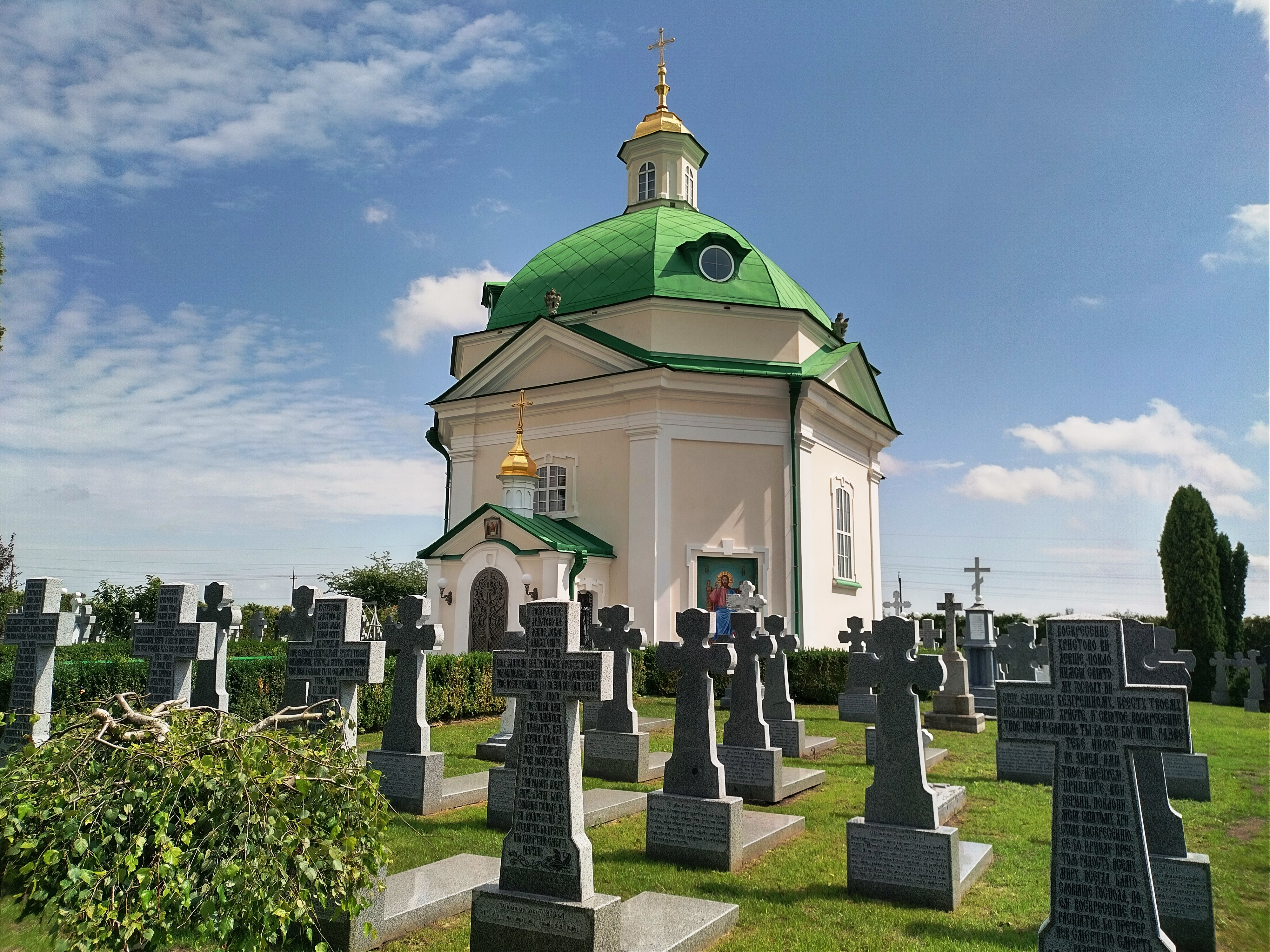
Монастирський цвинтар Почаївської Лаври
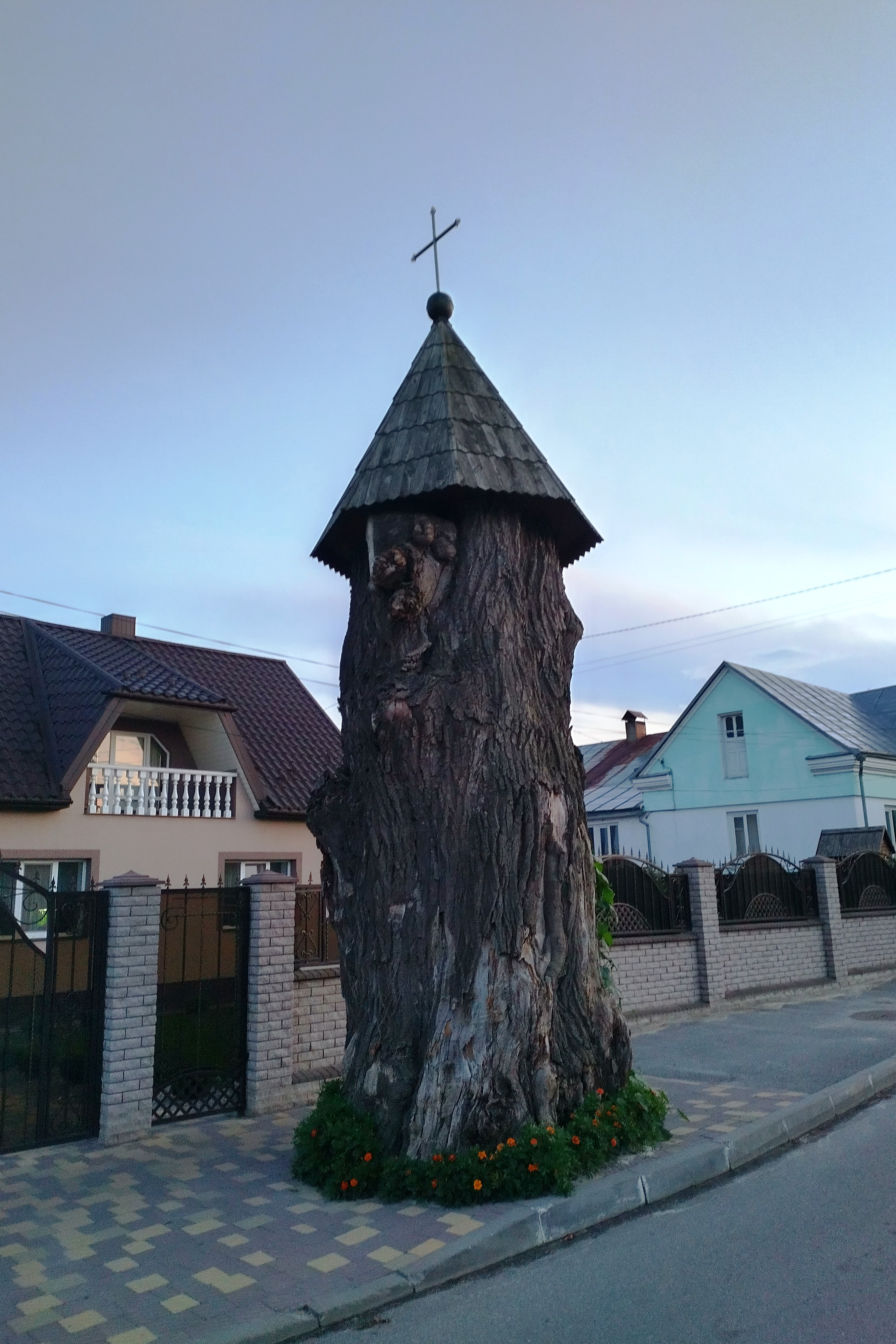
Капличка в стовбурі дерева
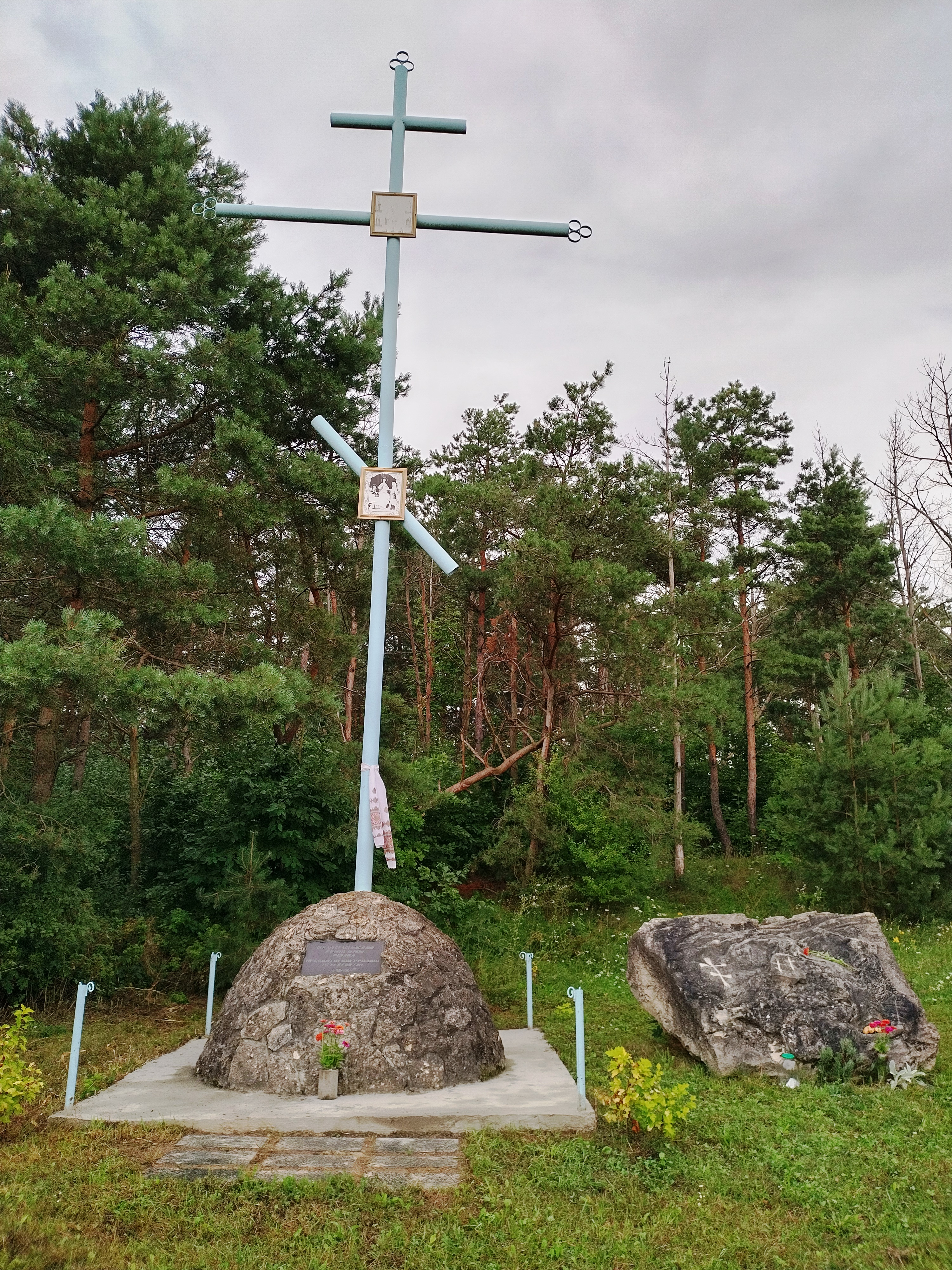
Хрест на честь церкви Різдва Пресвятої Богородиці на Лисій горі
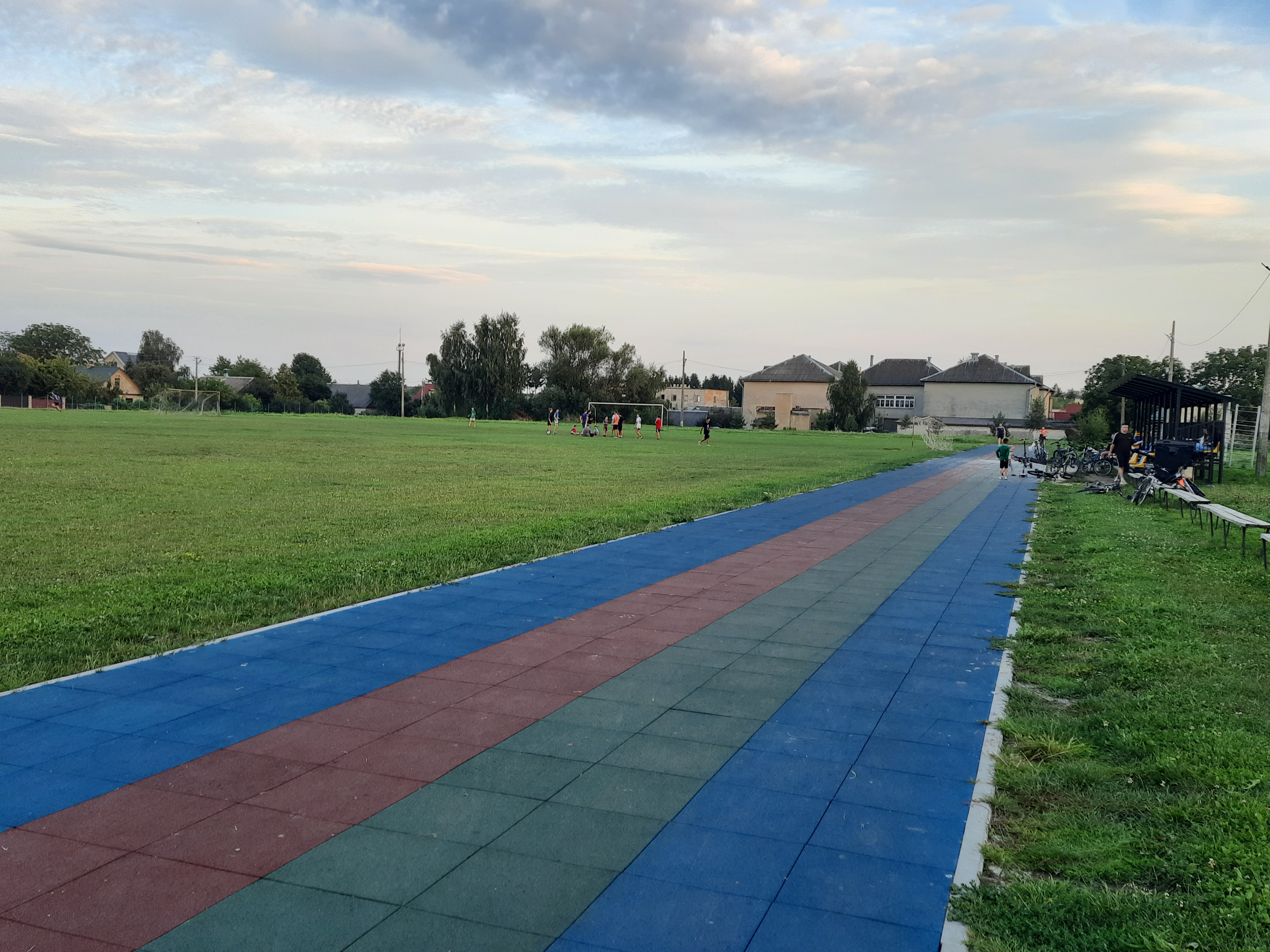
Стадіон